# Pueblo Nuevo, Zacualpan
Pueblo Nuevo är en ort i Mexiko.   Den ligger i kommunen Zacualpan och delstaten Veracruz, i den sydöstra delen av landet, 150 km nordost om huvudstaden Mexico City. Pueblo Nuevo ligger 1 278 meter över havet och antalet invånare är 194.
Terrängen runt Pueblo Nuevo är bergig åt sydväst, men åt nordost är den kuperad. Runt Pueblo Nuevo är det ganska glesbefolkat, med 32 invånare per kvadratkilometer. Närmaste större samhälle är San Bartolo Tutotepec, 19,5 km söder om Pueblo Nuevo. I omgivningarna runt Pueblo Nuevo växer i huvudsak städsegrön lövskog.